# كريستيان غوتفريد كراوزه
كريستيان غوتفريد كراوزه (بالألمانية: Christian Gottfried Krause)‏ هو ملحن ألماني، ولد في 17 أبريل 1719 في Wińsko ‏ في بولندا، وتوفي في 4 مايو 1770 في برلين في ألمانيا.

## وصلات خارجية
- كريستيان غوتفريد كراوز على موقع ميوزك برينز (الإنجليزية)